# Villanova Tulo
Villanova Tulo (Biddanoa 'e Tulu  in sardo) è un comune italiano di 989 abitanti della città metropolitana di Cagliari, nella subregione del Sarcidano.

## Geografia fisica

### Territorio
Villanova Tulo ha un'altitudine media di circa 571 metri sul livello del mare, la parte più bassa del paese è 550 m invece quella più alta è 600 m. Il punto più alto del territorio è Perda Lobina 857 m s.l.m. e invece quello più basso 276 m s.l.m.

### Clima
Villanova Tulo gode di un clima tipico mediterraneo, durante l'inverno non è raro vedere la neve durante dicembre, gennaio e febbraio.

## Storia

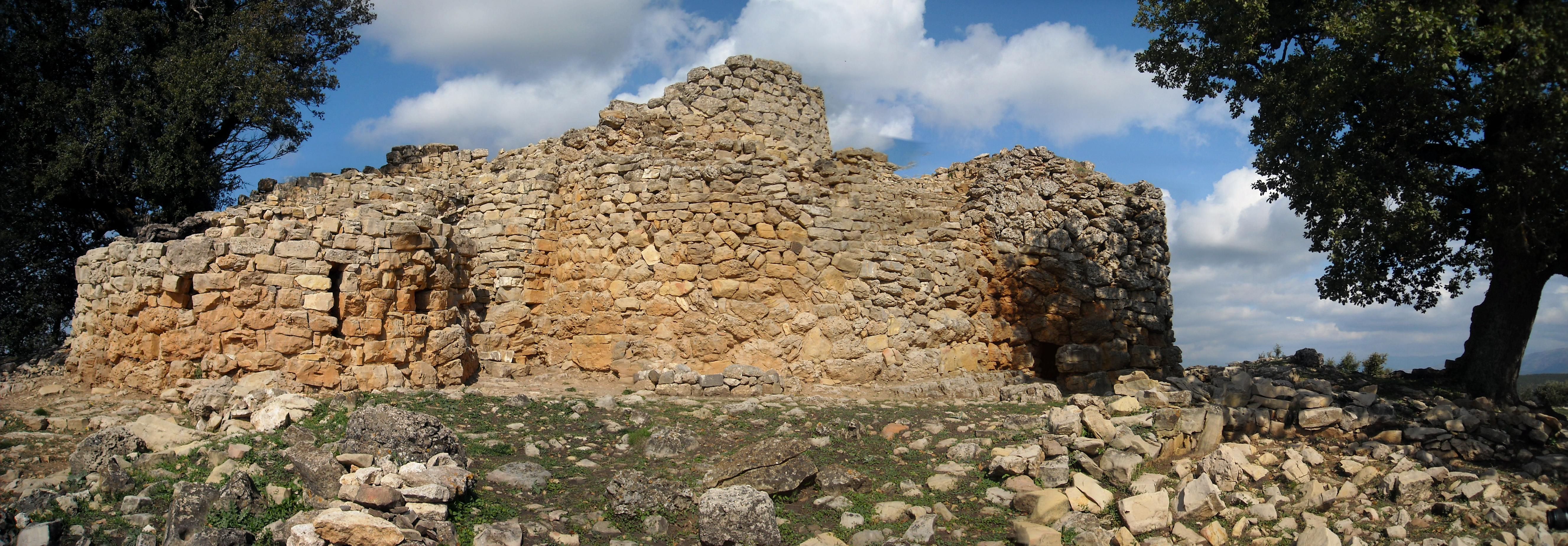
Nuraghe Adoni

Il territorio di Villanova Tulo fu frequentato sin dal periodo nuragico.
Nel Medioevo, in epoca giudicale, Villanova e Tulo erano due ville distinte, appartenenti al Giudicato di Cagliari e comprese nella curatoria di Siurgus. Tra il 1365 e il 1409, a causa della guerra tra il Regno di Sardegna aragonese e il Regno di Arborea, Villanova Tulo assunse la fisionomia curatoriale arborense e infine passò sotto il dominio aragonese, in cui andò via via decadendo. Il paese attuale si formò verso la metà del XIV secolo, quasi certamente per popolare il territorio delle antiche ville. Sotto gli Aragonesi nel 1604 fu incorporato nella contea di Mandas, di cui erano titolari i Carroz. A questi succedettero i Maza, i Ladrón - coi quali il feudo divenne nel 1614 ducato di Mandas - e gli Zuñiga. Infine dal 1777 il feudo passò ai Tellez Girón fino al suo riscatto avvenuto nel 1839 con la soppressione del sistema feudale. 
Villanova Tulo fece parte prima della Diocesi di Dòlia, poi dal 1503 dell'Arcidiocesi di Cagliari a cui quella di Dolia è stata accorpata.
Ai sensi della Legge Regionale n. 9 del 12 luglio 2001, che ha previsto l'istituzione delle nuove province sarde, il comune di Villanova Tulo, che era in provincia di Nuoro, avrebbe dovuto essere aggregato alla neonata provincia del Medio Campidano; con successiva Legge Regionale n. 10 del 13 ottobre 2003 si stabilì invece che passasse a quella di Cagliari, di cui fece parte fino alla successiva riforma del 2016.

### Simboli
Lo stemma e il gonfalone del comune di Villanova Tulo sono stati concessi con decreto del presidente della Repubblica del 9 ottobre 2007.
Il gonfalone è un drappo di giallo.

## Società

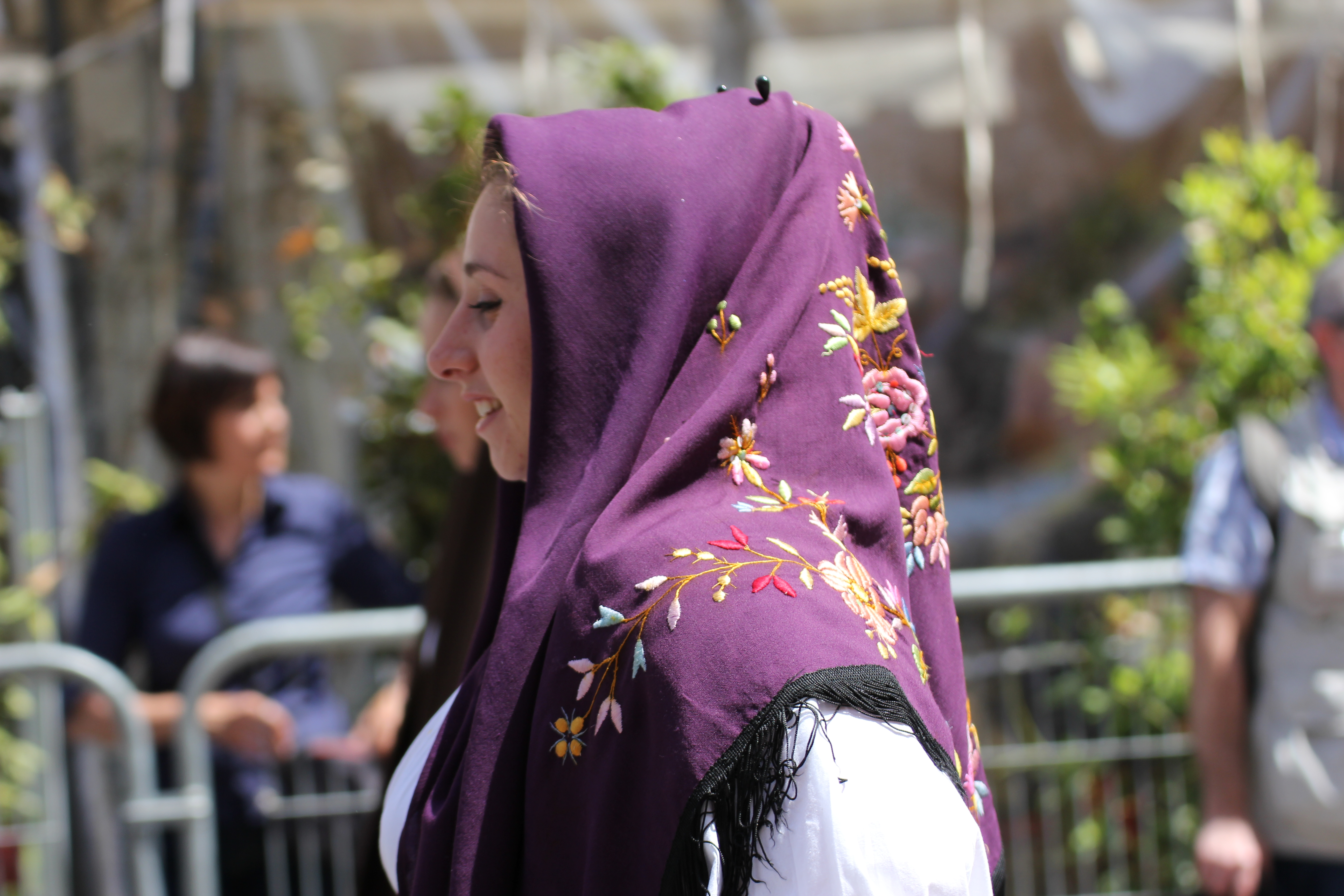
Il costume tradizionale

### Evoluzione demografica
Abitanti censiti

### Lingue e dialetti
La variante del sardo parlata a Villanova Tulo è il campidanese barbaricino meridionale.

## Infrastrutture e trasporti

### Ferrovie
A circa tre chilometri a sud del paese è posta lungo il tracciato della ferrovia Mandas-Arbatax la stazione di Villanova Tulo, dal 1997 attiva esclusivamente a uso turistico nell'ambito del servizio Trenino Verde dell'ARST. Lo scalo viene quindi utilizzato soprattutto nel periodo estivo con una frequenza quasi giornaliera e nei mesi primaverili e autunnali con viaggi a calendario.